# Мэри Купер (персонаж)
Мэри Купер (англ. Mary Cooper) — вымышленный персонаж, один из героев американского телесериала «Теория Большого взрыва» (2007—2019), его приквела «Детство Шелдона» (2017—2024) и спин-оффа «Первый брак Джорджи и Мэнди» (2024). Мать гениального физика-теоретика Шелдона Купера — главного героя первых двух из этих сериалов. Набожная христианка из Техаса с консервативными взглядами. Имеет двух детей кроме Шелдона — Мисси, его сестру-близнеца, и его старшего брата Джорджа. Мэри не очень интеллектуальна, но очень мудра и представляется хорошей матерью и единственным человеком, который в состоянии контролировать Шелдона. 

## «Теория Большого взрыва»
Роль Мэри Купер исполнила актриса Лорен Элизабет «Лори» Меткалф. Как и многие участники «Теории Большого взрыва» имела отношению к сериалу «Розанна» (1988—1997). Создатель сериала Чак Лорри (сценарист и продюсер «Розанны») попросил Джонни Галэки, исполнителя роли друга Шелдона Леонарда, узнать не заинтересует ли её их новый проект. Она согласилась на предложение коллеги по «Розанне» и с тех пор появлялась во многих сериях в качестве гостевой актрисы. Чак Лорри позже вспоминал о её участии: «В роли глубоко религиозной женщины из Техаса Лори была бесподобна. Она никогда не уходила в пародию и играла свою героиню с большой любовью. Серии с её участием — одни из моих любимейших». Впервые Мэри Купер появляется эпизоде № 4 «Эффект светящейся рыбки» («The Luminous Fish Effect») первого сезона. По сюжету её вызвал друг Шелдона Леонард после того как её сына уволили из Калифорнийского технического института. Приехав ей удаётся разрядить ситуацию и вернуть его на работу. Известно, что муж и отец её детей Джордж умер ещё до событий начала сериала, после того как пристрастился к алкоголю. Шелдон, детство которого было омрачено многочисленными семейными скандалами, неоднократно вспоминал о своих родителях: «Я такое и раньше уже слышал. А затем через минуту я уже прячусь у себя в комнате, декламируя лекцию Ричарда Фейнмана, в тот момент, когда моя мама кричит о том, что Иисус всё равно простит её, если она засунет осколки стекла в папин мясной рулет. А отец в это время стреляет на крыше по тарелочкам из маминой коллекции дорогого фарфора».   
Мэри отзывалась о своём сыне так: «…характер у него от отца, глаза мои, а научная хрень — от Бога». У неё консервативные и религиозные взгляды, в связи с этим с сыном у неё часто возникают споры. Шелдон говорил, что она добрая и любящая религиозная фанатичка «с правыми взглядами из Техаса, со слегка поехавшей крышей и пристрастием к „Доктору Пепперу“». Несмотря на разницу во взглядах Шелдон искренне любит мать, она единственная, кто может его вразумить. Для этого в некоторых случаях хватало даже телефонного звонка. В особо тяжёлых ситуациях Мэри приезжала в Калифорнию. 

## «Детство Шелдона»
В сериале рассказывается о юном Шелдоне Купере, который живёт вместе с семьей в Восточном Техасе и в возрасте 9 лет приступает к обучению в старших классах средней школы. Мэри Купер (урождённая Такер) чрезмерно опекает своих детей и сильно переживает за них, потому что у неё самой была нелёгкая жизнь. Она — набожная южная баптистка, которая работает в местной церкви и иногда выражает недовольство атеизмом Шелдона. Тем не менее она очень любит своего младшего сына и хочет оберегать его так долго, как только сможет. Отношения между Мэри и Джорджем-старшим более тёплые, чем об этом рассказывалось в «Теории Большого взрыва». Роль Мэри Купер сыграла Зои Перри — дочь Лори Меткалф. Мать Перри рассказывала об этой ситуации следующее: «Каждый раз смеюсь, когда кто-то пишет, что они подобрали отличную актрису на роль мамы в „Детстве Шелдона“, потому что она неплохо изображает меня. Они и не думали, что мы родственники, но много кто говорил, что у нас похожие голоса. Я рада, что она получила роль, потому что это сделало сериал чуточку глубже. Очень похоже, что это та же женщина, только тридцать лет назад. И мне кажется, что до завершения „Теории…“ ещё ни разу не было, чтобы родственники разного возраста играли один персонаж сразу в двух сериалах». 